# Bang Bros
Bang Bros（バンブロス、略称：BangBros）はアメリカ合衆国フロリダ州マイアミを拠点としているポルノ映画スタジオである。

## 概要
2000年、フロリダ大学工学部に在学中であったKristopher Hinsonによって設立された。現在、そのネットワークは、2017年にネットワークとその関連ウェブサイトを買収した、WGCZ S.R.O.（プラハのニュータウンに拠点を置くチェコの会社）が所有している。
2018年現在、Bang Brosは60のウェブサイトからなるネットワークを運営している。

## 沿革
Bang Brosは、旗艦サイトである「Bangbus.com」と「Assparade.com」で一躍有名になった。複数の有料サイトとともに、人気のウェブカムサイトの「Camster.com」と「Naked.com」も所有・運営していたが、これらは2019年に売却された。
2014年には、人気のアマチュア・ポルノ映画ブランド「Girls Gone Wild」の買収を完了した。
2019年、Bang Brosは PornWikiLeaks.comの買収を完了した。PornWikiLeaks.comはポルノ産業で働く女優や俳優の実名などの詳細情報を公開することで知られていたが、Bang Brosがデータとドメインを掌握すると、すぐにサイトに関連するすべての情報を破棄して消去し、ポルノ業界に関連する多くの労働者の情報保護に貢献した。
2019年9月15日、Bang Brosはマイアミ・ヒートがプレーするアリーナの命名権を得るためにオファーを出した。その際に提案された新名称の候補はBang Bros Center（BBC）であった。その後、同社はスタジアムの前のスポンサーであるFTXの破綻後、命名権と引き換えにスポンサーになる入札に2022年11月に再度参加している。
2020年6月20日、Bang Brosは、同社について虚偽の中傷的な主張をしているとするミア・ハリファに対して、法に基づき停止命令を送付した。また、元ポルノ女優が行った「虚偽、欺瞞、誤解を招く発言」に異議を唱えるためにウェブサイト「FactsBeatFiction.com」を作成した。
Bang Brosはかつてコロンビアを拠点に「Culioneros」というスペイン語のサービスを運営し、現地での収録や、有名な「bang bus」のような自社作品の現地版を制作していた。

## 法的課題
BangBros.com, Inc.は、2005年6月に連邦取引委員会（FTC）の成人表示規則（Adult Labeling Rule）と連邦CAN-SPAM Actに違反したとしてアメリカ政府から訴えられた。同社は、性的な内容を含む商業メールを送る場合、送信者は件名に「sexually explicit」という言葉を使用しなければならない規則に従わなかった。その後、同社は65万ドルで和解し、今後のコンプライアンスを確保するために、自社の業務を監視させることにも同意した。

## 受賞歴
- 2010 XBIZ賞: Gonzo series of the year: Big Tits Round Asses[18]
- 2011 XBIZ賞: Studio Affiliate Program of the Year[19]
- 2012 XBIZ賞: Amateur Release of the Year[20]
- 2013 XBIZ賞ノミネート: Studio of the Year[21]
- 2013 XBIZ賞: Adult Site of the Year[22]
- 2015 XBIZ賞: Gonzo Series of the Year: Bang Bus[18]
- 2006 AVNアワード: Best Amatur Release / BangBus 6[23]
- 2006 AVNアワード: Best Amateur Series / BangBus[23]
- 2007 AVNアワード: Best Amateur Release / BangBus 9[24]
- 2008 AVNアワード: Best Gonzo Series / BangBus[24]
- 2009 AVNアワード: Best Pro Am Series / BangBus[25]
- 2010 AVNアワード: Best Pro Am Release / BangBus 24[26]
- 2010 AVNアワード: Best Adult Website / BangBros.com[26]
- 2014 AVNアワード: Best Pro Am Series / BangBus[27]
- 2016 AVNアワード: Best Amateur / ProAm Series / BangBus[28]